# Jean Lamour
Jean-Baptiste Lamour (ur. 26 marca 1698 w Nancy, zm. 20 czerwca 1771 tamże) – francuski kowal, nadworny ślusarz księcia Lotaryngii Stanisława Leszczyńskiego.

## Młodość
Jean Lamour urodził się w 1698 roku w Nancy w rodzinie rzemieślniczej. Ojciec artysty pełnił funkcję ślusarza miejskiego, pracował wspólnie z Germain Boffrandem, który udzielał pierwszych nauk przyszłemu artyście. W roku 1712 wyjechał do Metzu, uczyć się rzemiosła artystycznego. Następnie przeprowadził się do Paryża, gdzie kontynuował edukację do 1719 roku. Po zakończonych naukach wrócił do rodzinnego miasta. Wstąpił w związek małżeński z Dieudonnée Madeleine, z którą miał troje dzieci.

## Kariera
Po powrocie zajmował się naprawą latarni miejskich i konserwacją parafialnych dzwonnic. W 1726 roku władze miasta powierzyły mu stanowisko naczelnego ślusarza. W 1729 roku wykonał m.in. kuty balkon dla północnej części Palais Ducal oraz na zlecenie kościoła Saint-Epvre stworzył kosztowne okratowane bramy z herbem miasta. Prace Jeana Lamoura wzbudziły zainteresowanie księcia Lotaryngii Stanisława Leszczyńskiego, który zamówił w 1738 roku balustradę chóru organowego oraz kraty kaplicy grobowej dla kościoła Notre-Dame de Bon Secours w Nancy. Następnie, w roku 1750, Lamour podjął się wykonania zespołu krat zamykających plac Stanisława (ówczesny Royal place), pracę tę zakończył w 1758 roku. Współpracował z Emmanuelem Héré, projektantem placu Stanisława. Zaopatrzył ogród Stanisława Leszczyńskiego w metalowe elementy ozdobne. Jest autorem publikacji Recueil d’ouvrages de serrurerie sur la place Royale de Nancy.
Zmarł 20 czerwca 1771 roku w Nancy.

## Fotogaleria

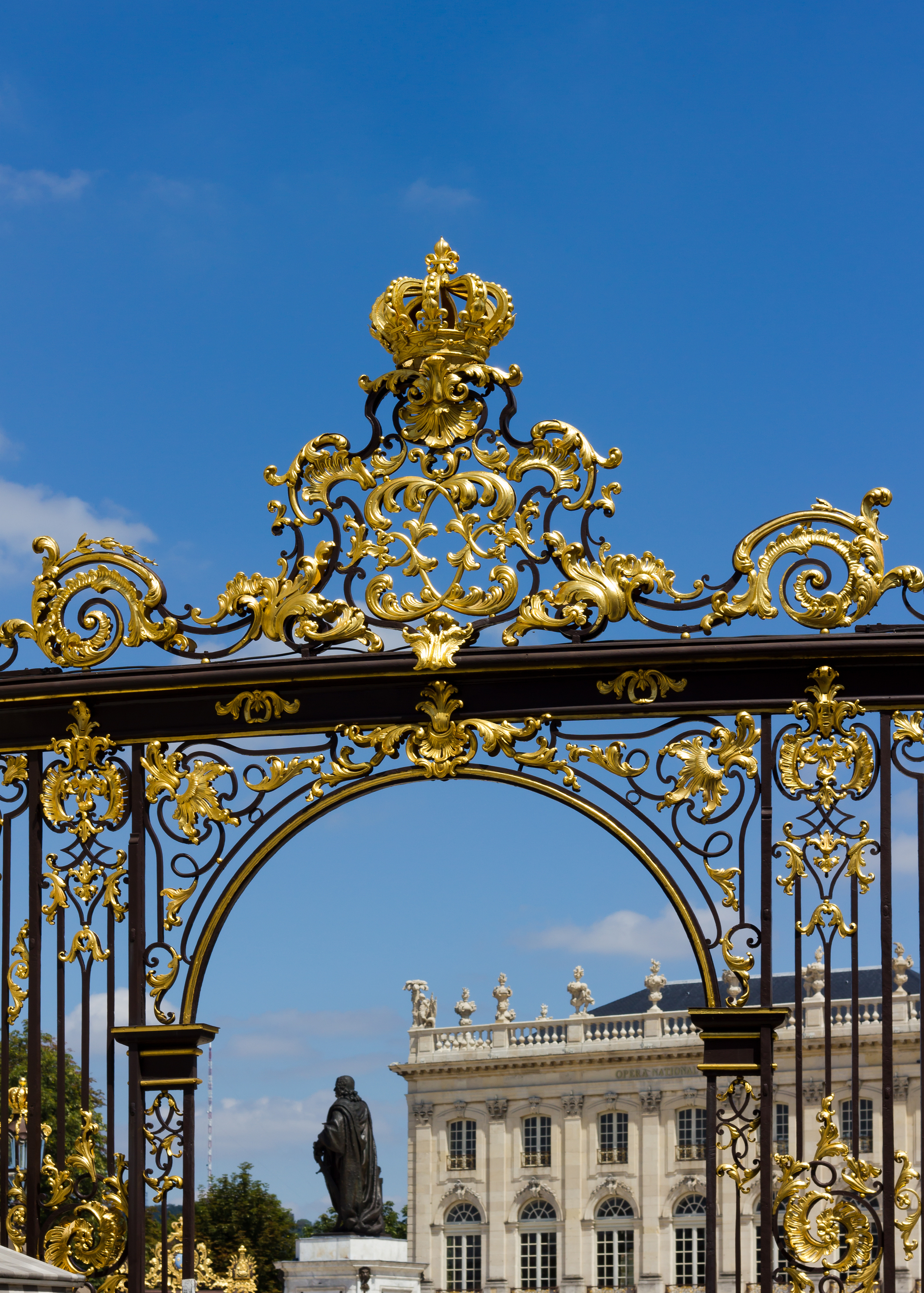
Brama na placu Stanisława w Nancy
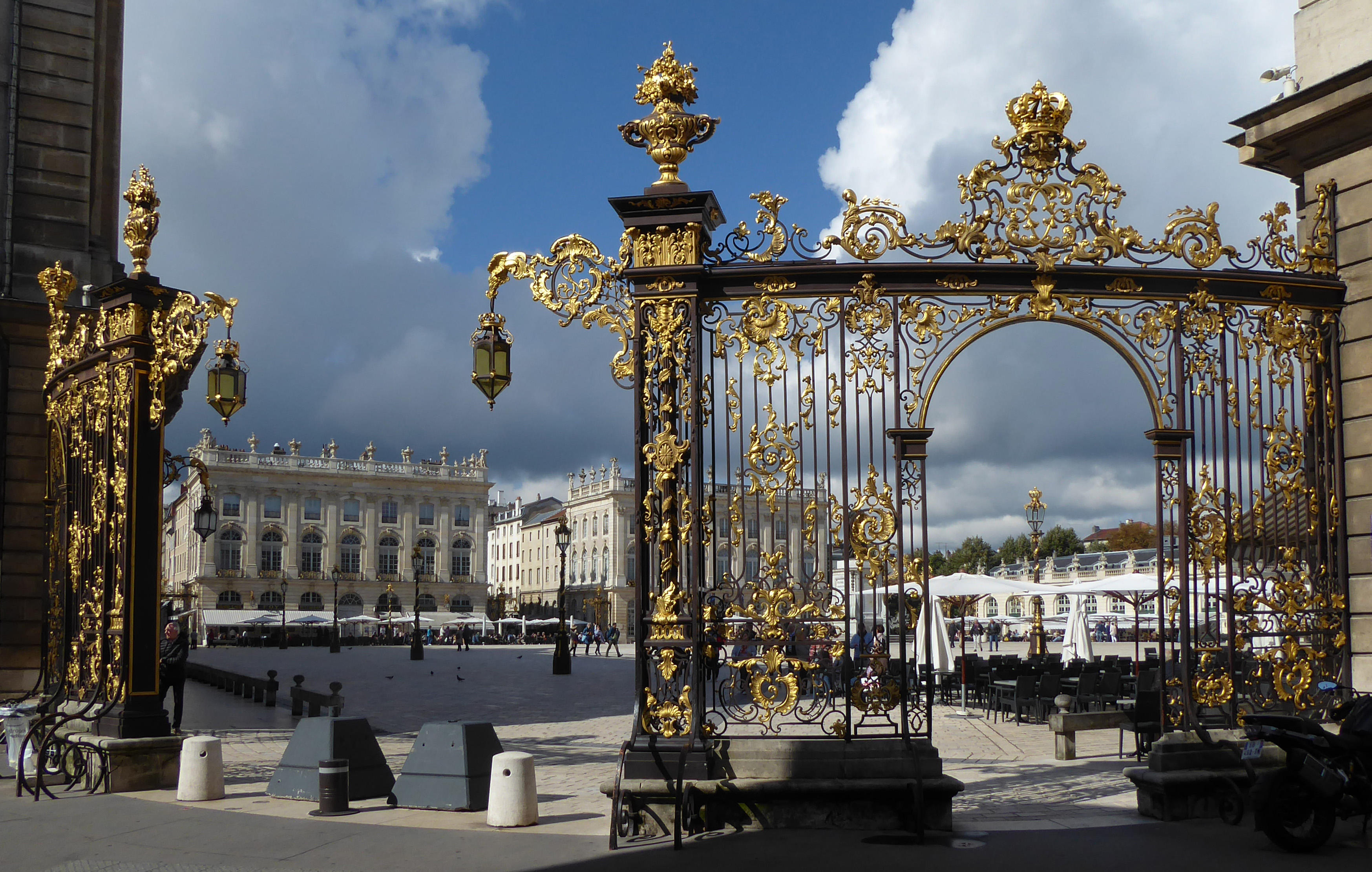
Ogrodzenie na placu Stanisława
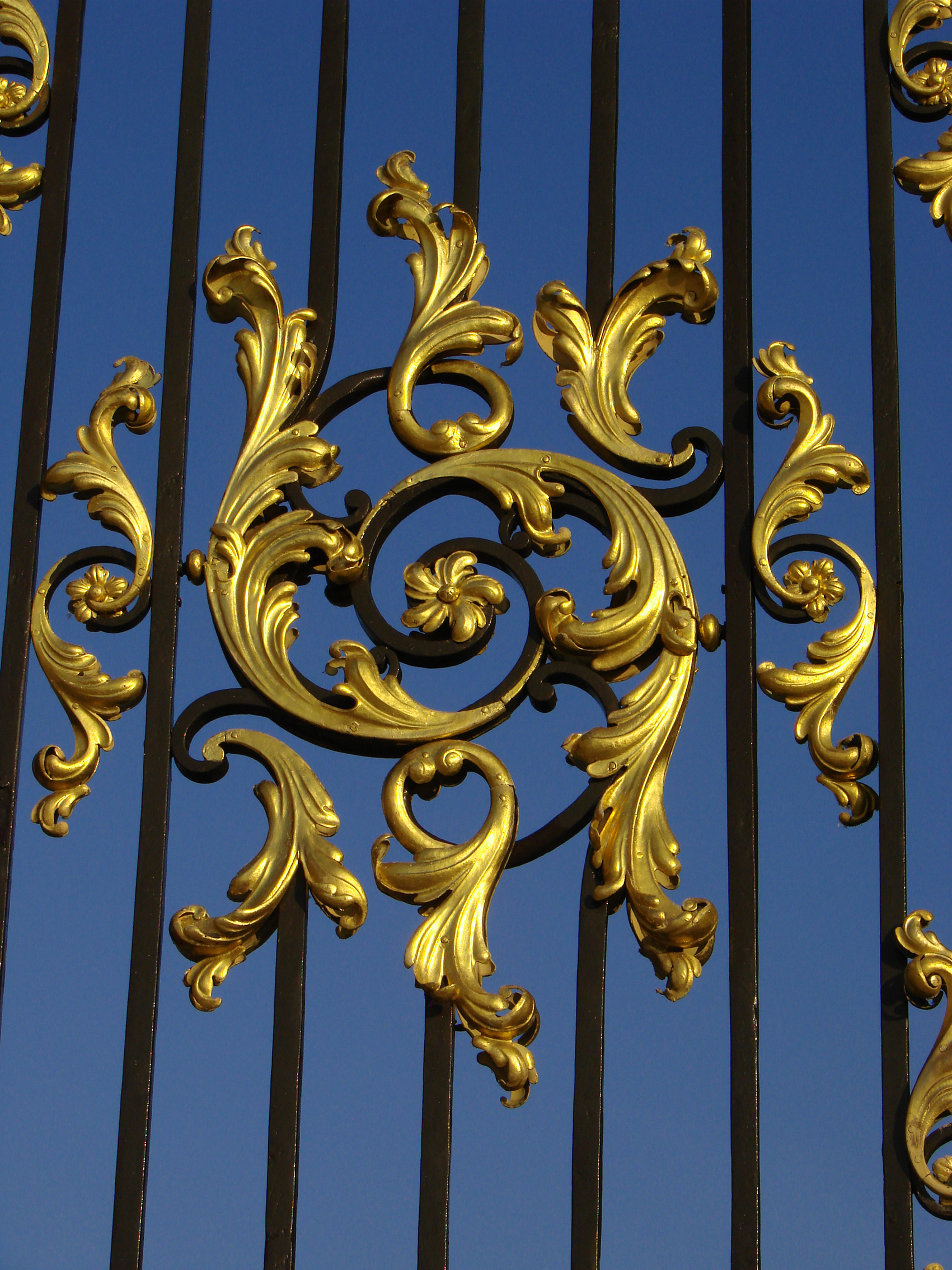
Szczegół ogrodzenia (brama na placu Stanisława)
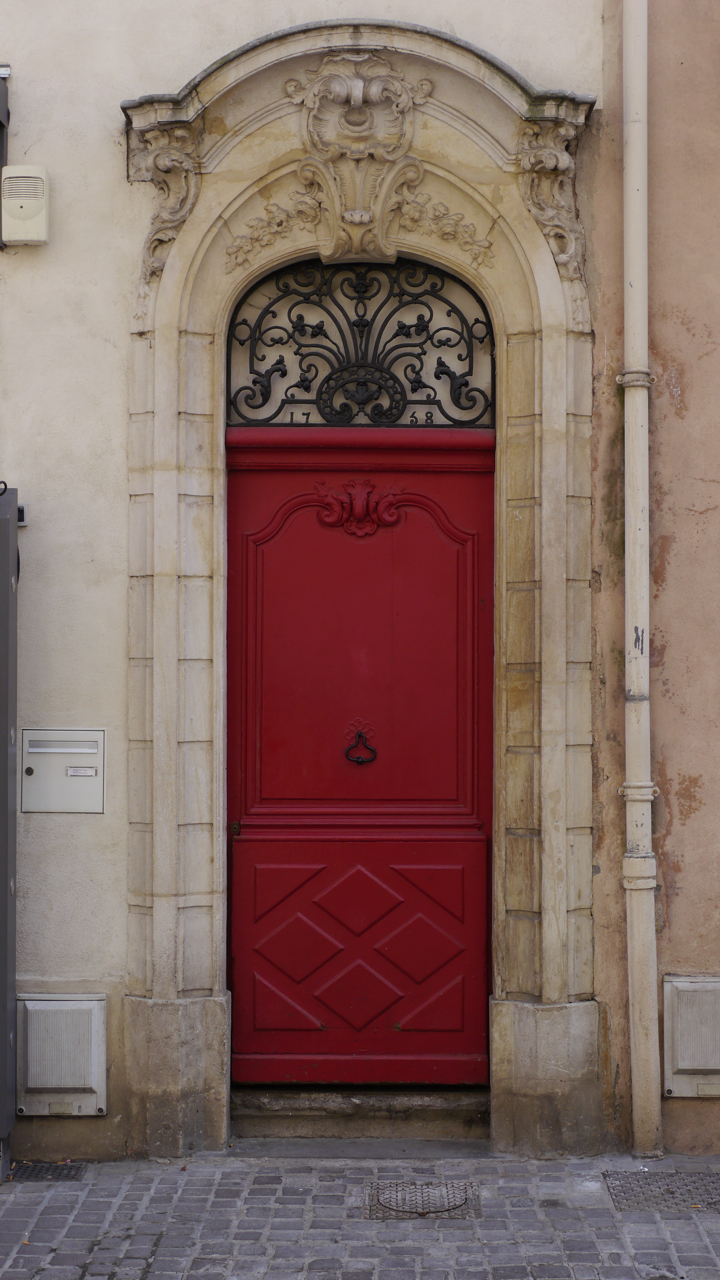
Impost, którego autorstwo jest przypisywane J. Lamourowi; ul. Primatiale, Nancy (1758 r.)
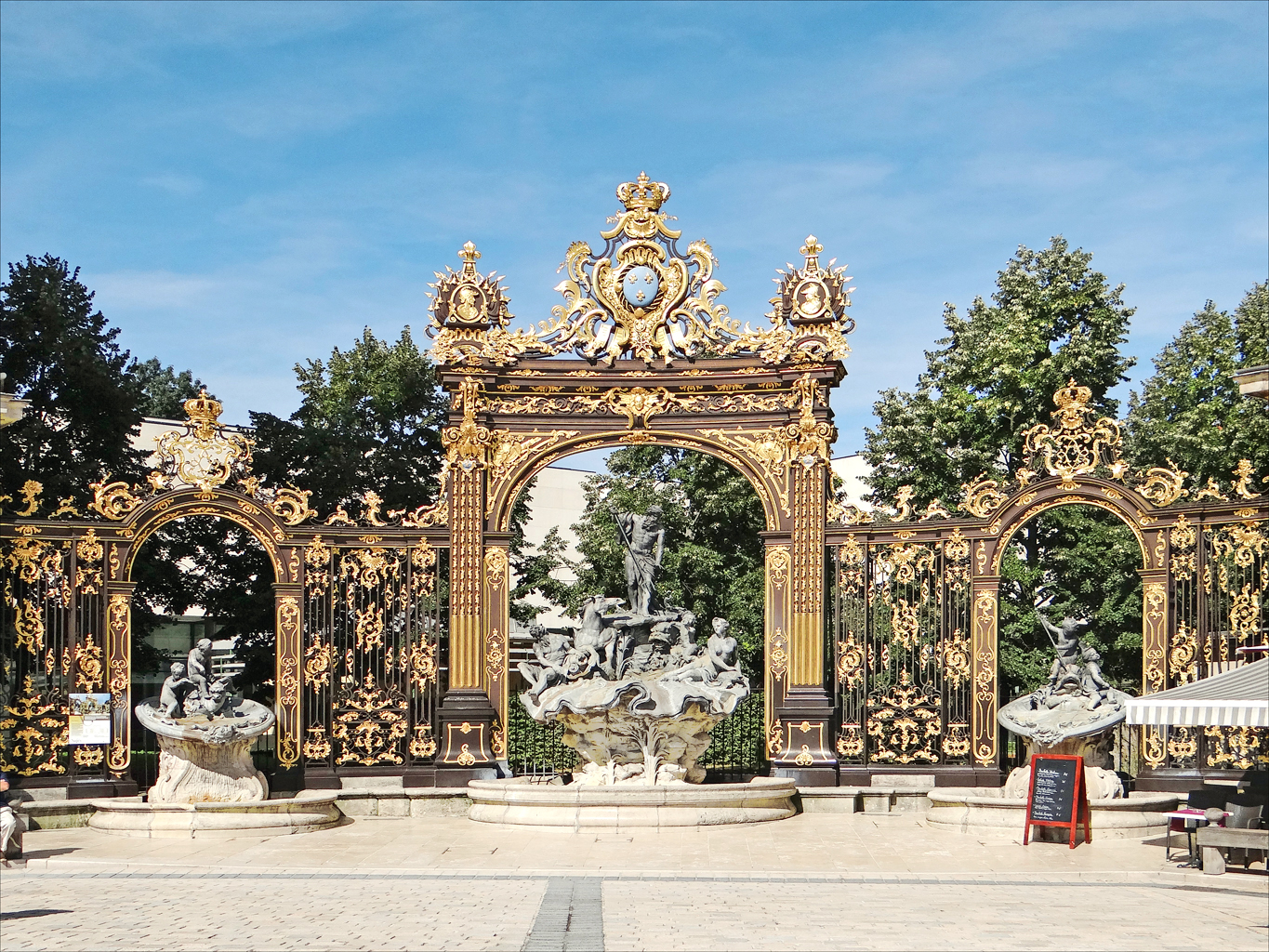
Ogrodzenie przy Fontannie Neptuna w Nancy
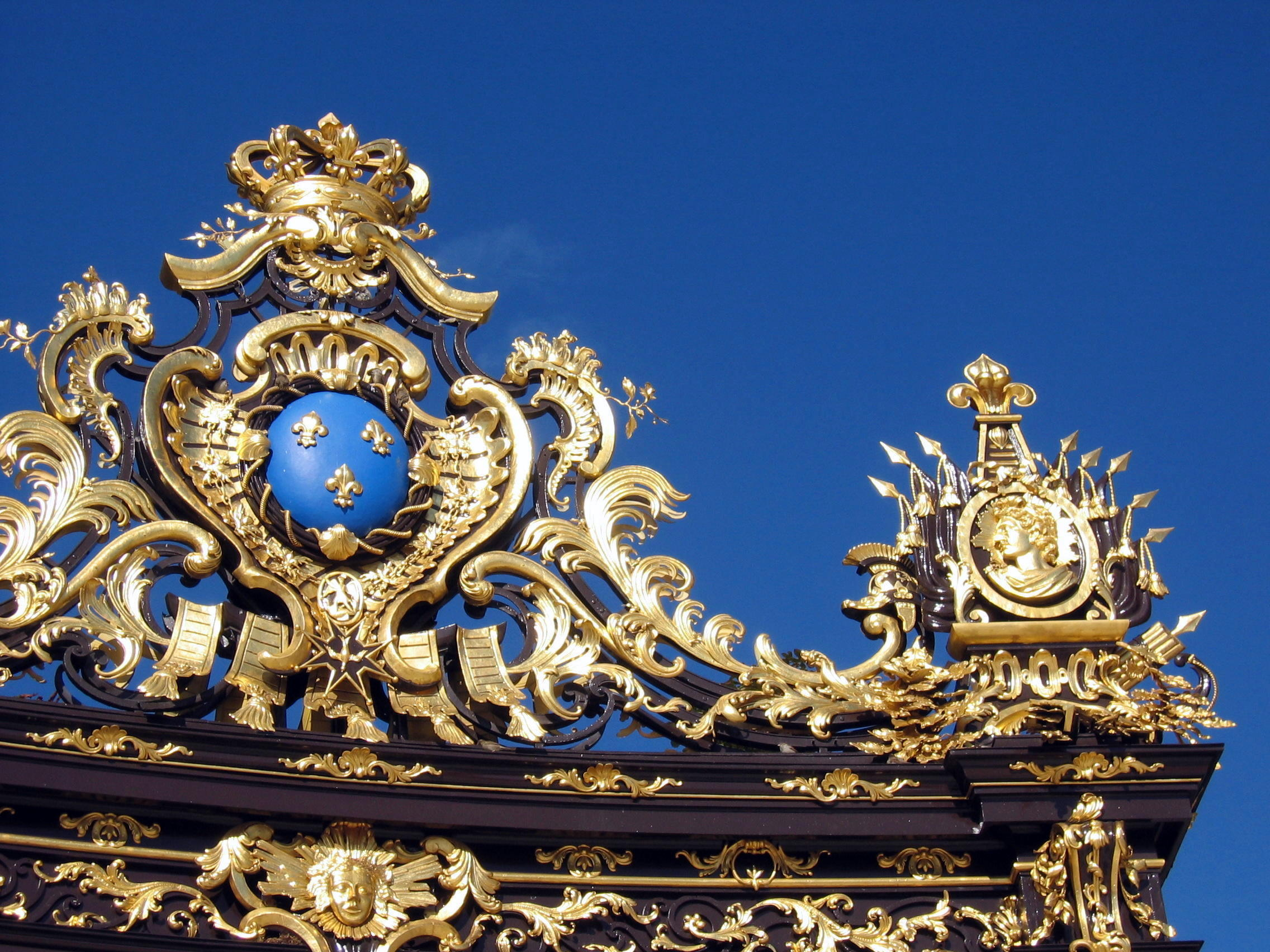
Szczegół ogrodzenia przy Fontannie Neptuna